# Valdemārpils
Valdemārpils es una villa letona perteneciente al municipio de Talsi. Tiene una población estimada, en 2021, de 1165 habitantes.
Más del 90% de su población está formada por letones.
La localidad, originalmente llamada "Sasmaka", obtuvo el rango de villa en 1917. En 1926 adoptó su actual nombre "Valdemārpils" en honor a Krišjānis Valdemārs, escritor y político letón del siglo XIX que había nacido en un área rural del actual municipio de Talsi cerca de Sasmaka y que fue uno de los principales líderes del movimiento cultural conocido como Primer Despertar Nacional Letón. Valdemārs tiene un monumento de piedra en su honor en esta villa.
Se ubica unos 15 km al norte de la capital municipal, Talsi, sobre la carretera P126, que une Talsi con la costa a la altura de Roja.